# 17-й корпус СС
17-й корпус СС, також 17-й армійський корпус Ваффен-СС (угорський) (нім. XVII. Waffen-Armeekorps der SS (ungarisches) — армійський корпус військ СС за часів Другої світової війни.

## Райони бойових дій
- Угорщина та Австрія (березень — травень 1945).

## Командування

### Командири
- СС-обергруппенфюрер і генерал військ СС СС Ференц Фекетеголмі-Чейднер (угор. Feketehalmy-Czeydner Ferenc) (березень — квітень 1945);
- СС-обергруппенфюрер і генерал військ СС Єну Рускої (угор. Ruszkay Jenő) (квітень — 8 травня 1945).